# Courtenay Jolán magyar királyné
Courtenay Jolán (1197 – Esztergom, 1233. június), magyar királyné, II. András magyar király második felesége, a Capeting-dinasztia Courtenay ágából származó Courtenay Péter, Auxerre grófja, későbbi (1216–1218) latin császár és Flandriai Jolán leánya, Courtenay Mária nikaiai császárné nővére, Henrik latin császár unokahúga, II. Fülöp Ágost francia király rokona.

## Élete
„Az okiratokban Yoles, Hyolenz, Jole, Hyole, Jolans, Violanta stb. néven is előfordul; mind e variatio azonban legtöbbnél csak kiejtés dolga. Atyja courtenayi II. Péter, (1216. konstantinápolyi [latin] császár, [...]) a Capeting-házból.” Hóman–Szekfű Magyar története (1928) Capet-Courtenay Péter konstantinápolyi császárnak nevezi Jolán királyné apját. 1215-ben férjhez ment II. András magyar királyhoz, miután annak első felesége, Gertrúd meráni hercegnő 1213-ban udvari összeesküvés áldozata lett.
Jolán királyné nagyon különbözött Gertrúdtól. Szelíd, kedves természetű volt, és elődjével ellentétben egyáltalán nem folyt bele a politikai életbe. Ő fejeztette be a már 80 éve épülő aradi templom építését, és 1224-ben fel is szenteltette a templomot. Az általa alapított egresi cisztercita zárdában temették el. Férjének következő felesége Estei Beatrix lett.

## Gyermeke
Házasságukból egyetlen leánygyermek született:
- Jolán (1219 körül – 1253), 1235. szeptember 8-án Barcelonában I. Jakab aragóniai király felesége lett.

## Származása
| Courtenay Jolán (Courtenay, 1197 körül– Esztergom, 1233. június) magyar királyné | Apja: Courtenay Péter (1165 körül –1219) konstantinápolyi császár                        | Apai nagyapja: Franciaországi Péter (Reims, 1126. szeptember– Akko, 1183. április 10.) courtenay-i úr | Apai nagyapai dédapja: Kövér Lajos (1081. dec. 1.–1137. aug. 1.) francia király         |
| Courtenay Jolán (Courtenay, 1197 körül– Esztergom, 1233. június) magyar királyné | Apja: Courtenay Péter (1165 körül –1219) konstantinápolyi császár                        | Apai nagyapja: Franciaországi Péter (Reims, 1126. szeptember– Akko, 1183. április 10.) courtenay-i úr | Apai nagyapai dédanyja: Savoyai Adél (1092–1154. november 18.)                          |
| Courtenay Jolán (Courtenay, 1197 körül– Esztergom, 1233. június) magyar királyné | Apja: Courtenay Péter (1165 körül –1219) konstantinápolyi császár                        | Apai nagyanyja: Élisabeth de Courtenay (1127 körül –1205) courtenay-i úrnő                            | Apai nagyanyai dédapja: Renaud de Courtenay (1100 –1194. szeptember 27.) courtenay-i úr |
| Courtenay Jolán (Courtenay, 1197 körül– Esztergom, 1233. június) magyar királyné | Apja: Courtenay Péter (1165 körül –1219) konstantinápolyi császár                        | Apai nagyanyja: Élisabeth de Courtenay (1127 körül –1205) courtenay-i úrnő                            | Apai nagyanyai dédanyja: Hélène du Donjon                                               |
| Courtenay Jolán (Courtenay, 1197 körül– Esztergom, 1233. június) magyar királyné | Anyja: Flandriai Jolánta (1175 körül – Konstantinápoly, 1219) konstantinápolyi császárnő | Anyai nagyapja: V. Balduin (1150 körül – Mons, 1195. december 17.) hainaut-i gróf                     | Anyai nagyapai dédapja: IV. Balduin (1108 –1171. november 6.) hainaut-i gróf            |
| Courtenay Jolán (Courtenay, 1197 körül– Esztergom, 1233. június) magyar királyné | Anyja: Flandriai Jolánta (1175 körül – Konstantinápoly, 1219) konstantinápolyi császárnő | Anyai nagyapja: V. Balduin (1150 körül – Mons, 1195. december 17.) hainaut-i gróf                     | Anyai nagyapai dédanyja: Alix de Namur (1113 körül –1169. július)                       |
| Courtenay Jolán (Courtenay, 1197 körül– Esztergom, 1233. június) magyar királyné | Anyja: Flandriai Jolánta (1175 körül – Konstantinápoly, 1219) konstantinápolyi császárnő | Anyai nagyanyja: Elzászi Margit (1145 körül – Brugge, 1194. november 15.) flamand grófnő              | Anyai nagyanyai dédapja: I. Thierry (1100 körül –1168. január 17.) flamand gróf         |
| Courtenay Jolán (Courtenay, 1197 körül– Esztergom, 1233. június) magyar királyné | Anyja: Flandriai Jolánta (1175 körül – Konstantinápoly, 1219) konstantinápolyi császárnő | Anyai nagyanyja: Elzászi Margit (1145 körül – Brugge, 1194. november 15.) flamand grófnő              | Anyai nagyanyai dédanyja: Sibylle d'Anjou (1112 körül –1165)                            |